# 備後矢野駅
備後矢野駅（びんごやのえき）は、広島県府中市上下町矢多田にある、西日本旅客鉄道（JR西日本）福塩線の駅である。

## 歴史
- 1938年（昭和13年）7月28日：鉄道省福塩線府中町駅（現・府中駅） - 上下駅間延伸時に開設[2]。
  - 当時の所在地表示は広島県甲奴郡矢野村矢多田であった[2]。
- 1961年（昭和36年）11月1日：貨物取扱廃止[2]。
- 1970年（昭和45年）12月10日：荷物扱い廃止[2]。
- 1983年（昭和58年）4月5日：簡易委託駅化[3]。
- 1987年（昭和62年）4月1日：国鉄分割民営化に伴い、西日本旅客鉄道（JR西日本）の駅となる[2]。
- 2008年（平成20年）4月1日：簡易委託解除、終日無人駅化。

## 駅構造

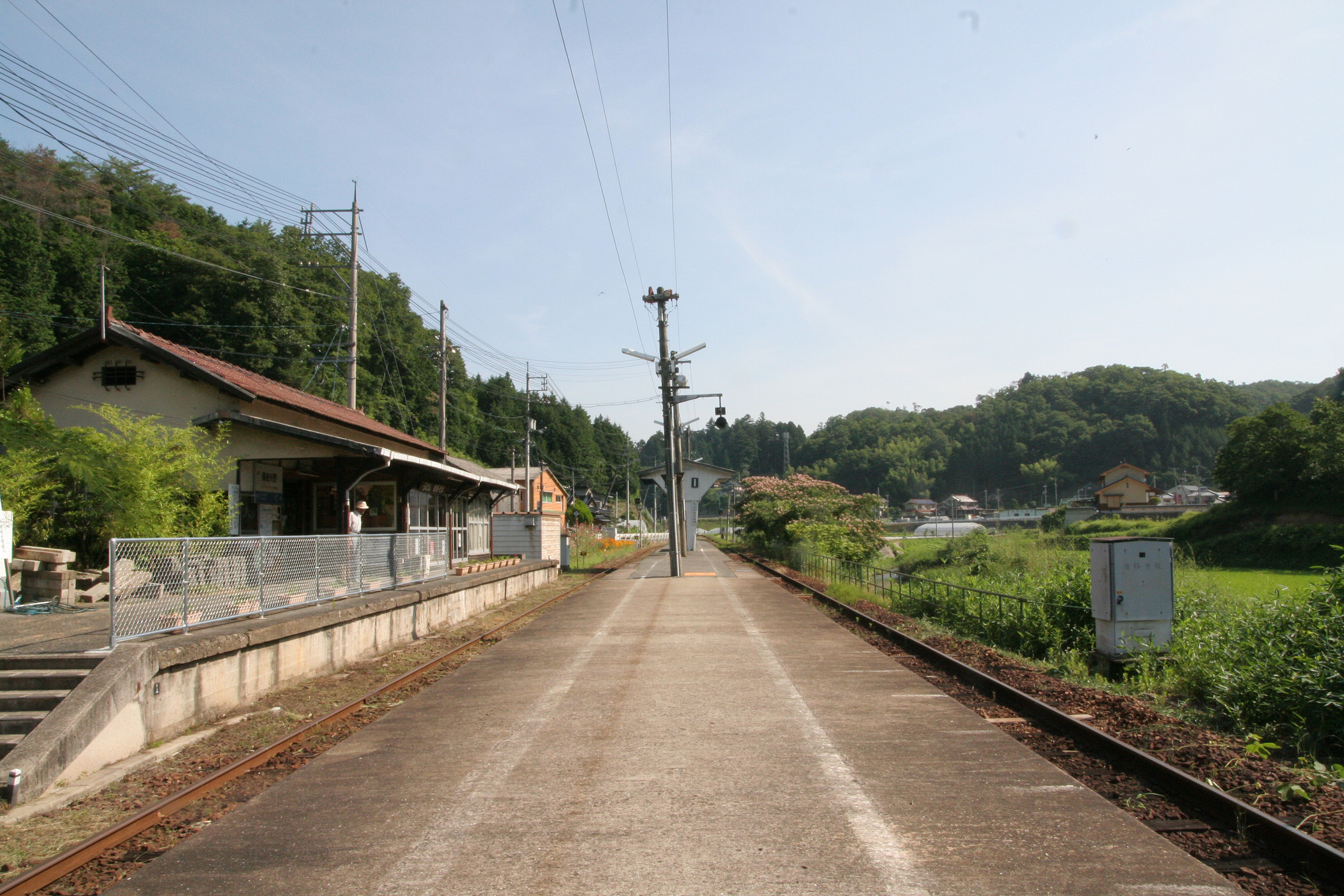
構内（2008年7月）

島式ホーム1面2線を有し列車交換が可能な地上駅。駅舎は線路西側にあり、ホームへは府中寄りにある構内踏切で連絡している。
三次鉄道部管理の無人駅。自動券売機は設置されていない。駅スタンプあり。駅舎内には民芸店の他、うどん・そばの店「かすりや」では、福塩線の名にかけた「福縁うどん」が売られている。ホームにはこの地方に多い辻堂があり、石仏が祀られている。

### のりば
| のりば | 路線   | 方向 | 行先           |
| ------ | ------ | ---- | -------------- |
| 1      | 福塩線 | 上り | 府中・福山方面 |
| 2      | 福塩線 | 下り | 塩町・三次方面 |

## 利用状況
近年の1日平均乗車人員の推移は以下の通り。
| 年度               | 1日平均 乗車人員 |
| ------------------ | ---------------- |
| 1996年（平成08年） | 31               |
| 1997年（平成09年） | 27               |
| 1998年（平成10年） | 24               |
| 1999年（平成11年） | 17               |
| 2000年（平成12年） | 28               |
| 2001年（平成13年） | 26               |
| 2002年（平成14年） | 30               |
| 2003年（平成15年） | 23               |
| 2004年（平成16年） | 21               |
| 2005年（平成17年） | 21               |
| 2006年（平成18年） | 21               |
| 2007年（平成19年） | 18               |
| 2008年（平成20年） | 12               |
| 2009年（平成21年） | 11               |
| 2010年（平成22年） | 14               |
| 2011年（平成23年） | 18               |
| 2012年（平成24年） | 17               |
| 2013年（平成25年） | 17               |
| 2014年（平成26年） | 14               |
| 2015年（平成27年） | 12               |
| 2016年（平成28年） | 14               |
| 2017年（平成29年） | 13               |
| 2018年（平成30年） | 10               |
| 2019年（令和元年） | 10               |
| 2020年（令和2年）  | 5                |

## 駅周辺

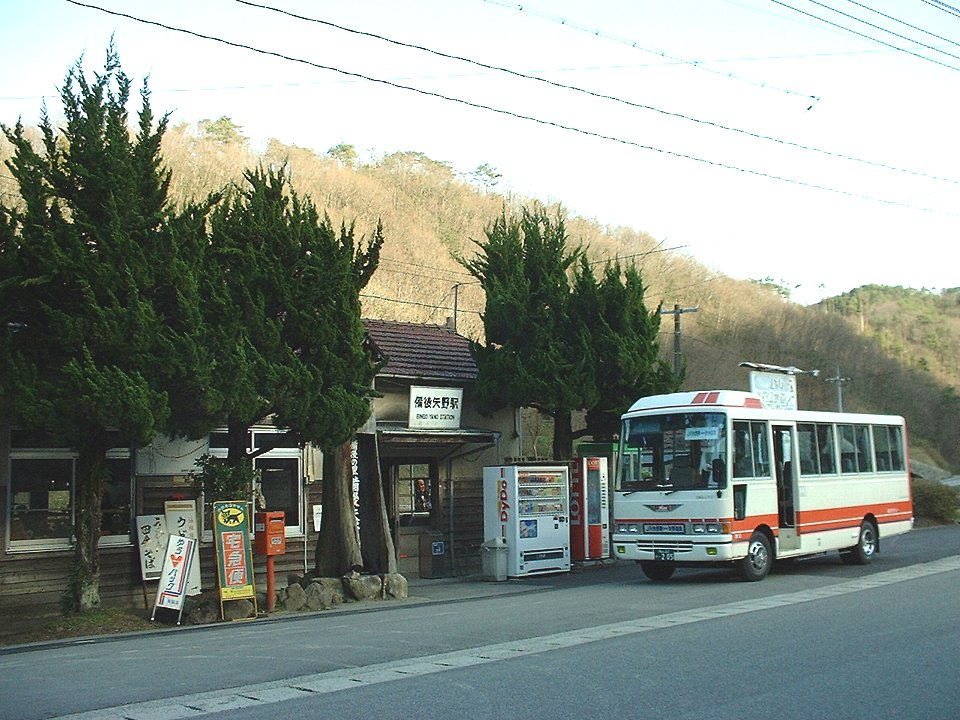
駅前に矢野温泉行きのバスが停車中（2004年3月）

矢多田川沿いにあり、その対岸を国道432号が通る。小学校・城跡・寺院・神社・高速バスの停留所は駅北側にある。矢野温泉は駅西側にあるが、当駅からやや離れた所にある。
- 府中市立上下南小学校
- 備後矢多田城跡
- 実相寺
- 矢多田八幡神社
- 故陸軍歩兵一等卒 山本重一君碑
- 国道432号
- 広島県道25号三原東城線
- 広島県道427号宇賀矢野線
- ピースライナー（高速バス）「矢野温泉口」停留所：矢野温泉方面行は降車専用
- 矢多田川

※以前は駅前から矢野温泉へ向かうバス設定があった。

## 隣の駅
西日本旅客鉄道（JR西日本）
 福塩線
備後三川駅 - 備後矢野駅 - 上下駅